# Urša Bežan
Urša Bežan (ur. 24 maja 1994 w Kranju) – słoweńska pływaczka, specjalizująca się głównie w stylu dowolnym oraz w stylu grzbietowym.
Brązowa medalistka mistrzostw Europy z Debreczyna w sztafecie 4 x 200 m stylem dowolnym.
Uczestniczka igrzysk olimpijskich w Londynie (2012) w sztafecie 4 x 200 m stylem dowolnym (12. miejsce).